# Gazgīsheh
Gazgīsheh (persiska: گزگیشه) är en ort i Iran.   Den ligger i provinsen Gilan, i den nordvästra delen av landet, 250 km nordväst om huvudstaden Teheran. Antalet invånare är 312.
Terrängen runt Gazgīsheh är mycket platt, och sluttar norrut. Runt Gazgīsheh är det tätbefolkat, med 659 invånare per kvadratkilometer. Närmaste större samhälle är Rasht, 13,8 km sydost om Gazgīsheh. Trakten runt Gazgīsheh består i huvudsak av gräsmarker.